# Championnat d'Écosse de hockey sur glace
La Scottish National League est un championnat senior de hockey sur glace en Écosse. Elle a été créée en 1998. Elle représente le second niveau de hockey avec l'NIHL joué au Royaume-Uni après l'EIHL.

## Déroulement de la saison
De septembre à avril, la saison se déroule sous la forme d'un championnat aller-retour. Chaque équipe rencontre une fois à domicile et une fois à l'extérieur les autres équipes de la ligue. Chaque équipe joue donc 16 fois. Une victoire rapporte 2 points, un nul 1 point et une défaite 0 point.
La Spring Cup est un tournoi à élimination directe, se jouant à la fin de la saison régulière, regroupant les 4 premières équipes du championnat.

## Équipes lors de la saison 2019-2020
|                     | Club                | Création | Ville      | Patinoire                   | Capacité |
| ------------------- | ------------------- | -------- | ---------- | --------------------------- | -------- |
| Drapeau de l'Écosse | Aberdeen Lynx       | 2005     | Aberdeen   | Linx Ice Arena              | 1,118    |
|                     | Belfast Giants      | 2007     | Belfast    | SSE Arena Belfast           | 9,957    |
| Drapeau de l'Écosse | Dundee Comets       | 2008     | Dundee     | Dundee Ice Arena            | 2,000    |
| Drapeau de l'Écosse | Dundee Tigers       | 1938     | Dundee     | Dundee Ice Arena            | 2,000    |
| Drapeau de l'Écosse | Kilmarnock Thunder  | 2017     | Kilmarnock | Galleon Leisure Centre      | 400      |
| Drapeau de l'Écosse | Kirkcaldy Kestrels  | 1984     | Kirkcaldy  | Fife Ice Arena              | 3,525    |
| Drapeau de l'Écosse | Moray Typhoons      | 2013     | Elgin      | Moray Leisure Centre        | 300      |
| Drapeau de l'Écosse | Murrayfield Racers  | 2018     | Édimbourg  | Murrayfield Ice Rink        | 3,800    |
| Drapeau de l'Écosse | North Ayrshire Wild | 2002     | Stevenston | Auchenharvie Leisure Centre | 250      |
| Drapeau de l'Écosse | Paisley Pirates     | 1946     | Glasgow    | Braehead Arena              | 4,000    |

## Anciennes équipes
- Dundee Stars
- Fife Flyers
- Édimbourg Capitals[N 1]
- Solway Sharks

## Histoire
En 1929 est créé le premier championnat de hockey sur glace en Écosse, la Scottish National League. En 1954, les championnats anglais et écossais sont réunis au sein de la British National League qui est dissoute en 1960. En 1966, une nouvelle compétition rassemblant les équipes écossaises et les équipes du nord de l'Angleterre est créée et prend le nom de Northern League. En 1970, les équipes anglaises quittent cette compétition pour former la Southern League, permettant de facto la renaissance d'un championnat écossais indépendant. Cette compétition continue d'exister jusqu'en 1982 où les championnats anglais et écossais sont de nouveau réunis.
À partir de 1998, un nouveau championnat écossais rassemble les équipes écossaises qui ne participent pas à l'EIHL, la ligue élite au Royaume-Uni.

## Palmarès

### 1930-1954:Scottish National League
- 1929-1930 : Glasgow Mohawks
- 1930-1931 : Kelvingrove
- 1931-1932 : Glasgow Mohawks
- 1932-1933 : Bridge of Weir
- 1933-1934 : Kelvingrove
- 1934-1935 : Bridge of Weir
- 1935-1936 : Glasgow Mohawks
- 1936-1937 : Glasgow Mohawks
- 1937-1938 : Perth Panthers
- 1938-1939 : Dundee Tigers
- 1939-1940 : Dundee Tigers
- 1946-1947 : Perth Panthers
- 1947-1948 : Division est - Dundee Tigers, Division Ouest - Paisley Pirates
- 1948-1949 : Fife Flyers
- 1949-1950 : Fife Flyers
- 1950-1951 : Paisley Pirates
- 1951-1952 : Ayr Raiders
- 1952-1953 : Ayr Raiders
- 1953-1954 : Paisley Pirates

### 1970-1982:Northern League
- 1970-1971 : Murrayfield Racers
- 1971-1972 : Murrayfield Racers
- 1972-1973 : Dundee Rockets
- 1973-1974 : Durham Waps
- 1974-1975 : Durham Waps
- 1975-1976 : Murrayfield Racers
- 1976-1977 : Fife Flyers
- 1977-1978 : Fife Flyers
- 1978-1979 : Murrayfield Racers
- 1979-1980 : Murrayfield Racers
- 1980-1981 : Murrayfield Racers
- 1981-1982 : Dundee Rockets

### Depuis 1998: Scottish National League
| 1998-1999 | Dumfries               |                        |                        |
| 1999-2000 | Solway Sharks          |                        |                        |
| 2000-2001 | Camperdown             |                        |                        |
| 2001-2002 | Edinburgh Capitals SNL |                        |                        |
| 2002-2003 | Edinburgh Capitals SNL |                        |                        |
| 2003-2004 | Camperdown             |                        |                        |
| 2004-2005 | Dundee Stars           |                        |                        |
| 2004-2005 | Dundee Stars           |                        |                        |
| 2005-2006 | Fife Flyers            | Fife Flyers            | Dundee Star            |
| 2006-2007 | Fife Flyers            | Fife Flyers            | Solway Sharks          |
| 2007-2008 | Scottish Warriors      |                        |                        |
| 2008-2009 | Kilmarnock Storm       |                        |                        |
| 2009-2010 | Kirkcaldy Kestrels     |                        |                        |
| 2010-2011 | Dundee Comets          |                        |                        |
| 2011-2012 | Dundee Comets          |                        |                        |
| 2012-2013 | Paisley Pirates        | Dundee Tigers          | Paisley Pirates        |
| 2013-2014 | Edinburgh Capitals SNL | Edinburgh Capitals SNL | North Ayrshire Wild    |
| 2014-2015 | Kirkcaldy Kestrels     | Kirkcaldy Kestrels     | Edinburgh Capitals SNL |
| 2015-2016 | Kirkcaldy Kestrels     | Aberdeen Lynx          | Dundee Comets          |
| 2016–2017 | Paisley Pirates        | Aberdeen Lynx          |                        |
| 2017–2018 | Dundee Comets          | Dundee Comets          | Kirkcaldy Kestrels     |
| 2018–2019 | Murrayfield Racers     | Paisley Pirates        | Murrayfield Racers     |